# 泉郷駅
泉郷駅（いずみごうえき）は、福島県石川郡玉川村大字小高字中村前にある、東日本旅客鉄道（JR東日本）水郡線の駅である。

## 歴史
- 1934年（昭和9年）12月4日：開業[2]。
- 1970年（昭和45年）10月1日：貨物および荷物扱いを廃止[3]。無人化[4]。駅事務室を民間タクシーの営業所として貸し出し、乗車券発売を委託した簡易委託駅となる[5]。
- 1987年（昭和62年）4月1日：国鉄分割民営化により、東日本旅客鉄道の駅となる[2]。
- 時期不明：簡易委託を解除し、完全無人化[要出典]。
- 2018年（平成30年）
  - 8月29日：駅舎改築工事を開始。
  - 9月12日：仮待合所による運用を開始。
- 2019年（平成31年・令和元年）：新駅舎の供用を開始。

## 駅構造
単式ホーム1面1線を有する地上駅である。行き違い設備廃止までは相対式ホーム2面2線を持ち、旧ホームが現在も残る。
水郡線統括センター（常陸大子駅）管理の無人駅である。

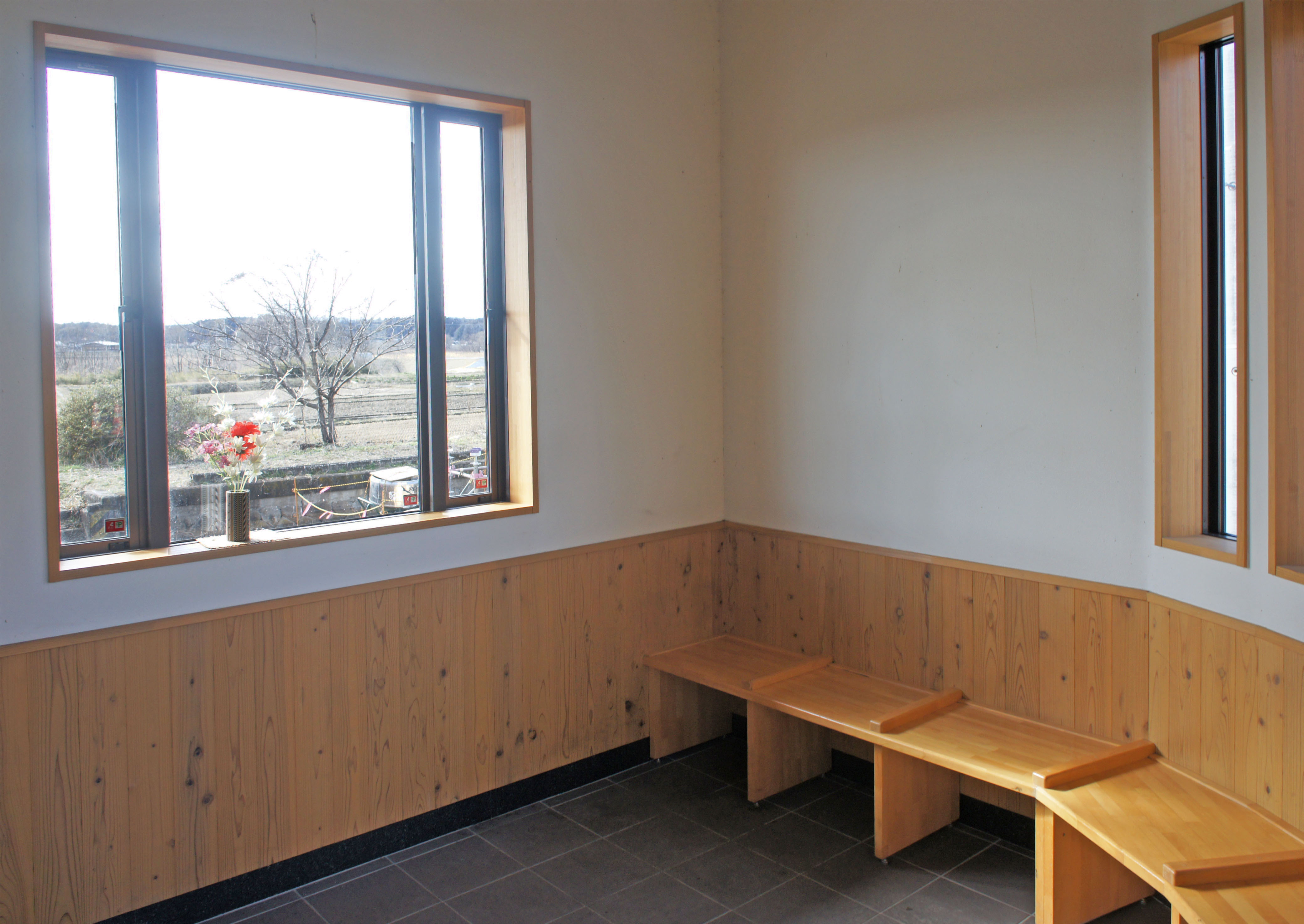
待合室（2022年3月）
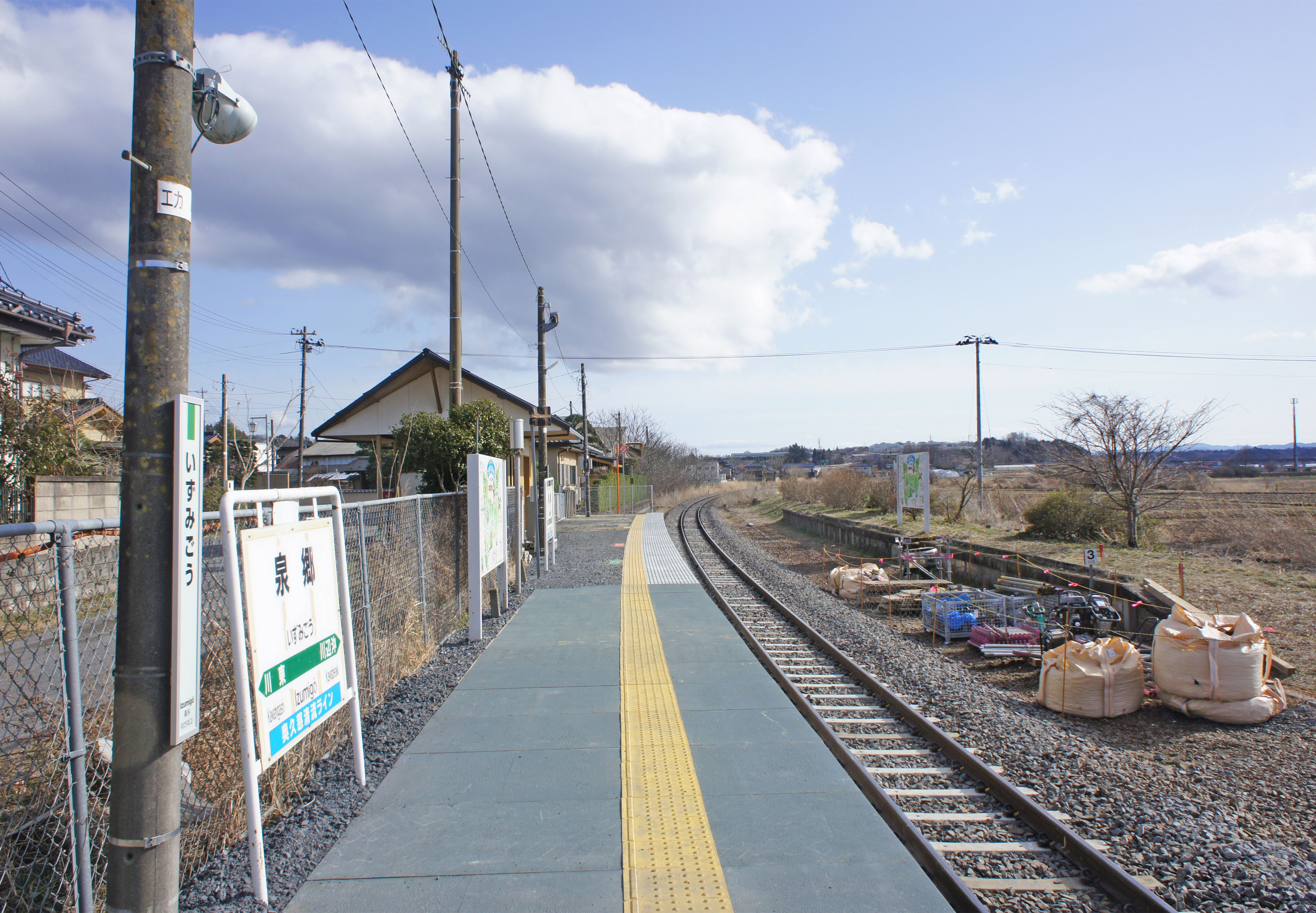
ホーム（2022年3月）
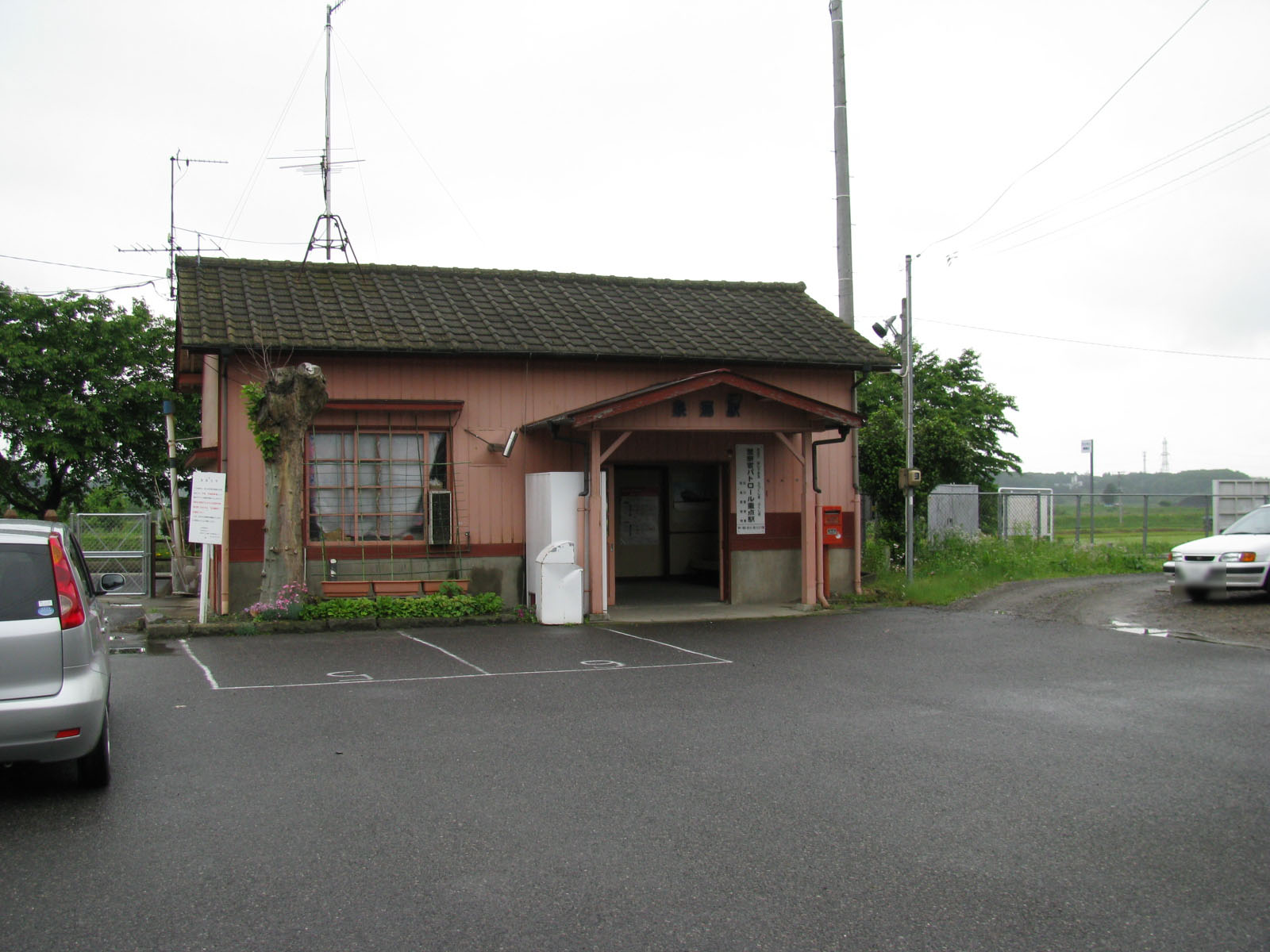
旧駅舎（2008年5月）
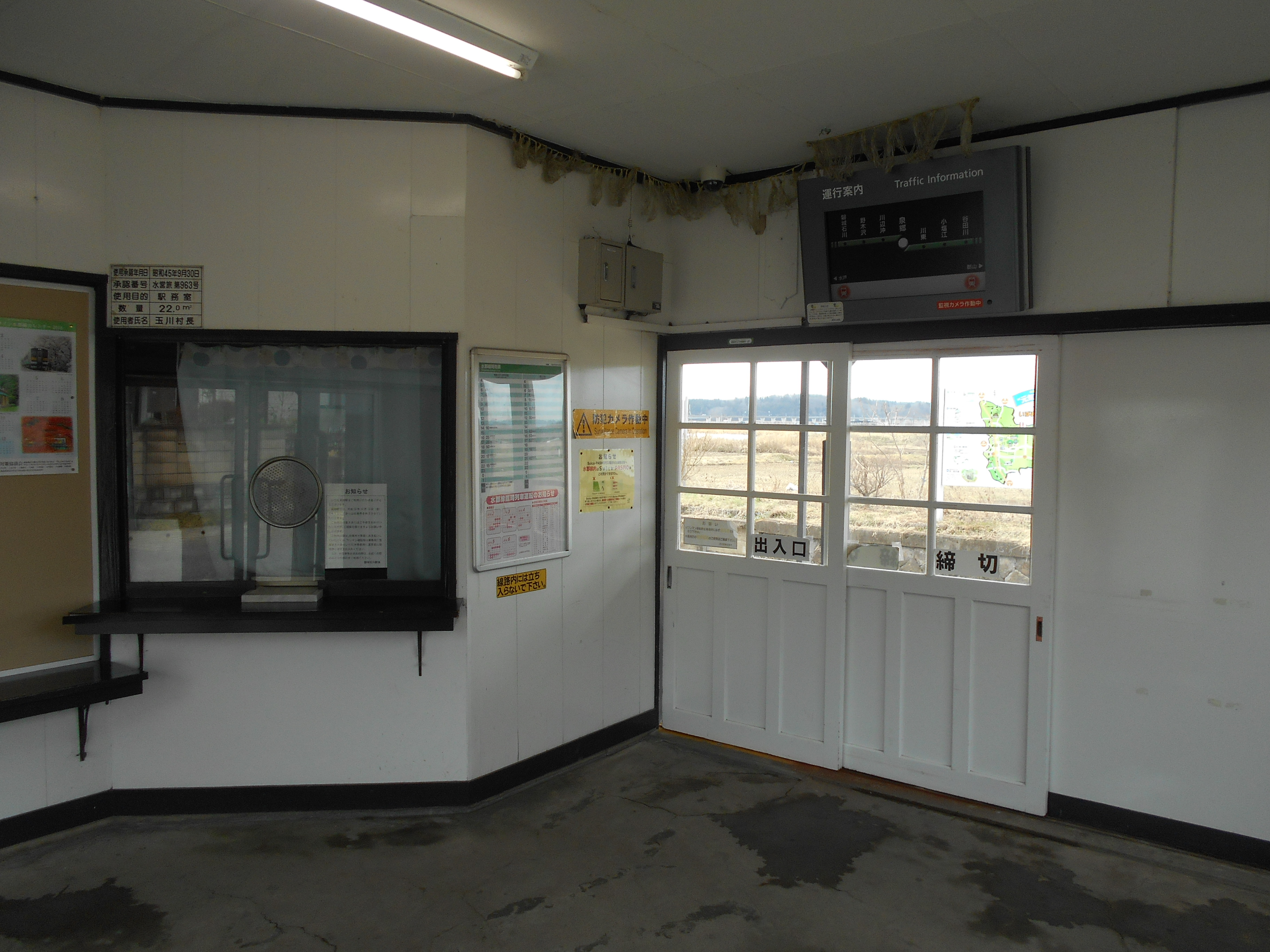
改修前の待合室（2018年3月）

## 利用状況
JR東日本によると、2001年度（平成13年度） - 2017年度（平成29年度）の1日平均乗車人員の推移は以下のとおりであった。
| 1日平均乗車人員推移 | 1日平均乗車人員推移 | 1日平均乗車人員推移 | 1日平均乗車人員推移 | 1日平均乗車人員推移 |
| 年度                | 定期外              | 定期                | 合計                | 出典                |
| ------------------- | ------------------- | ------------------- | ------------------- | ------------------- |
| 2001年（平成13年）  |                     |                     | 137                 | [ 利用客数 1 ]      |
| 2002年（平成14年）  |                     |                     | 143                 | [ 利用客数 2 ]      |
| 2003年（平成15年）  |                     |                     | 141                 | [ 利用客数 3 ]      |
| 2004年（平成16年）  |                     |                     | 129                 | [ 利用客数 4 ]      |
| 2005年（平成17年）  |                     |                     | 134                 | [ 利用客数 5 ]      |
| 2006年（平成18年）  |                     |                     | 128                 | [ 利用客数 6 ]      |
| 2007年（平成19年）  |                     |                     | 118                 | [ 利用客数 7 ]      |
| 2008年（平成20年）  |                     |                     | 109                 | [ 利用客数 8 ]      |
| 2009年（平成21年）  |                     |                     | 110                 | [ 利用客数 9 ]      |
| 2010年（平成22年）  |                     |                     | 122                 | [ 利用客数 10 ]     |
| 2011年（平成23年）  |                     |                     | 125                 | [ 利用客数 11 ]     |
| 2012年（平成24年）  | 14                  | 111                 | 126                 | [ 利用客数 12 ]     |
| 2013年（平成25年）  | 13                  | 90                  | 104                 | [ 利用客数 13 ]     |
| 2014年（平成26年）  | 12                  | 90                  | 103                 | [ 利用客数 14 ]     |
| 2015年（平成27年）  | 13                  | 94                  | 108                 | [ 利用客数 15 ]     |
| 2016年（平成28年）  | 14                  | 100                 | 114                 | [ 利用客数 16 ]     |
| 2017年（平成29年）  | 12                  | 103                 | 116                 | [ 利用客数 17 ]     |

## 駅周辺

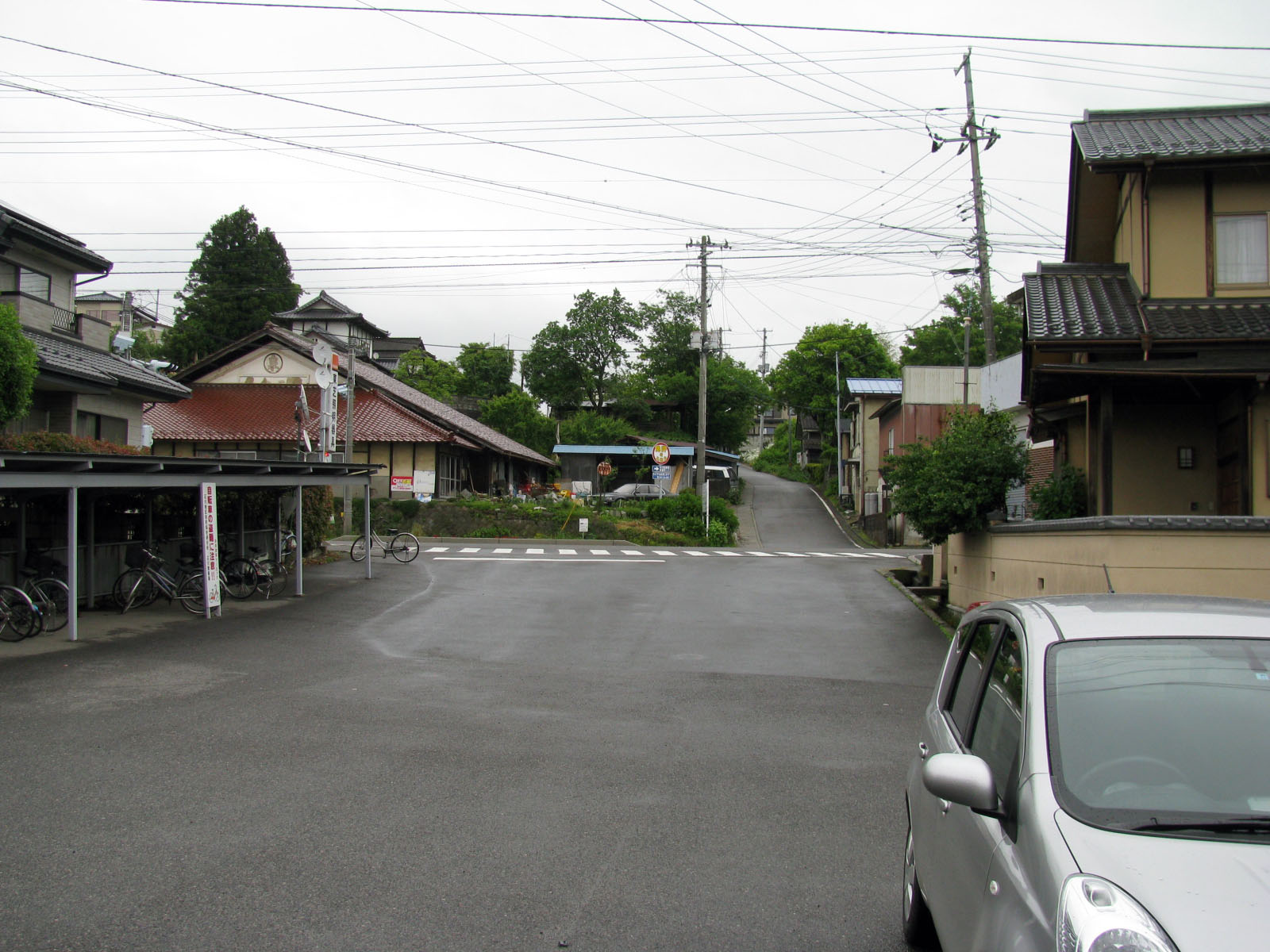
駅前

福島空港に最も近い鉄道駅であるが、ターミナルビルまでは直線距離で約2.8 km離れる上に路線バスの設定もなく、タクシー以外にアクセス手段がない。
- 国道118号
- あぶくま高原道路 玉川インターチェンジ
- 玉川村役場
- 玉川郵便局
- 阿武隈川
- 福島交通「泉郷駅前」停留所

## 隣の駅
東日本旅客鉄道（JR東日本）
■水郡線
川辺沖駅 - 泉郷駅 - 川東駅

### 記事本文
1. 1 2 3 4 5  『週刊 JR全駅・全車両基地』 42号 水戸駅・常陸太田駅・高萩駅ほか74駅、朝日新聞出版〈週刊朝日百科〉、2013年6月9日、27頁。
2. 1 2  石野哲（編）『停車場変遷大事典 国鉄・JR編 Ⅱ』（初版）JTB、1998年10月1日、443頁。ISBN 978-4-533-02980-6。
3. ↑  「日本国有鉄道公示第415号」『官報』1970年9月30日。
4. ↑  「通報 ●水郡線常陸鴻巣駅ほか11駅の駅員無配置について（旅客局）」『鉄道公報』日本国有鉄道総裁室文書課、1970年9月30日、14面。
5. ↑  「各局で営業近代化」『交通新聞』交通協力会、1970年10月23日、1面。

### 利用状況
1. ↑  “各駅の乗車人員（2001年度）”.   東日本旅客鉄道. 2019年3月1日閲覧。
2. ↑  “各駅の乗車人員（2002年度）”.   東日本旅客鉄道. 2019年3月1日閲覧。
3. ↑  “各駅の乗車人員（2003年度）”.   東日本旅客鉄道. 2019年3月1日閲覧。
4. ↑  “各駅の乗車人員（2004年度）”.   東日本旅客鉄道. 2019年3月1日閲覧。
5. ↑  “各駅の乗車人員（2005年度）”.   東日本旅客鉄道. 2019年3月1日閲覧。
6. ↑  “各駅の乗車人員（2006年度）”.   東日本旅客鉄道. 2019年3月1日閲覧。
7. ↑  “各駅の乗車人員（2007年度）”.   東日本旅客鉄道. 2019年3月1日閲覧。
8. ↑  “各駅の乗車人員（2008年度）”.   東日本旅客鉄道. 2019年3月1日閲覧。
9. ↑  “各駅の乗車人員（2009年度）”.   東日本旅客鉄道. 2019年3月1日閲覧。
10. ↑  “各駅の乗車人員（2010年度）”.   東日本旅客鉄道. 2019年3月1日閲覧。
11. ↑  “各駅の乗車人員（2011年度）”.   東日本旅客鉄道. 2019年3月1日閲覧。
12. ↑  “各駅の乗車人員（2012年度）”.   東日本旅客鉄道. 2019年3月1日閲覧。
13. ↑  “各駅の乗車人員（2013年度）”.   東日本旅客鉄道. 2019年3月1日閲覧。
14. ↑  “各駅の乗車人員（2014年度）”.   東日本旅客鉄道. 2019年3月1日閲覧。
15. ↑  “各駅の乗車人員（2015年度）”.   東日本旅客鉄道. 2019年3月1日閲覧。
16. ↑  “各駅の乗車人員（2016年度）”.   東日本旅客鉄道. 2019年3月1日閲覧。
17. ↑  “各駅の乗車人員（2017年度）”.   東日本旅客鉄道. 2019年3月1日閲覧。